# NGC 6300
NGC 6300 è una galassia nella costellazione dell'Altare.
Fa parte di un gruppo di galassie adiacente al nostro Gruppo Locale; è visibile con facilità in un telescopio di piccole dimensioni, 3 gradi a SW della stella δ Arae, e risalta notevolmente nel campo circostante, che appare povero di stelle. È una galassia a spirale barrata dalla forma molto regolare, con una barra molto luminosa e due bracci ben avvolti che quasi formano un "anello" intorno al nucleo. Dista dalla Via Lattea quasi 36 milioni di anni-luce.

## Bibliografia

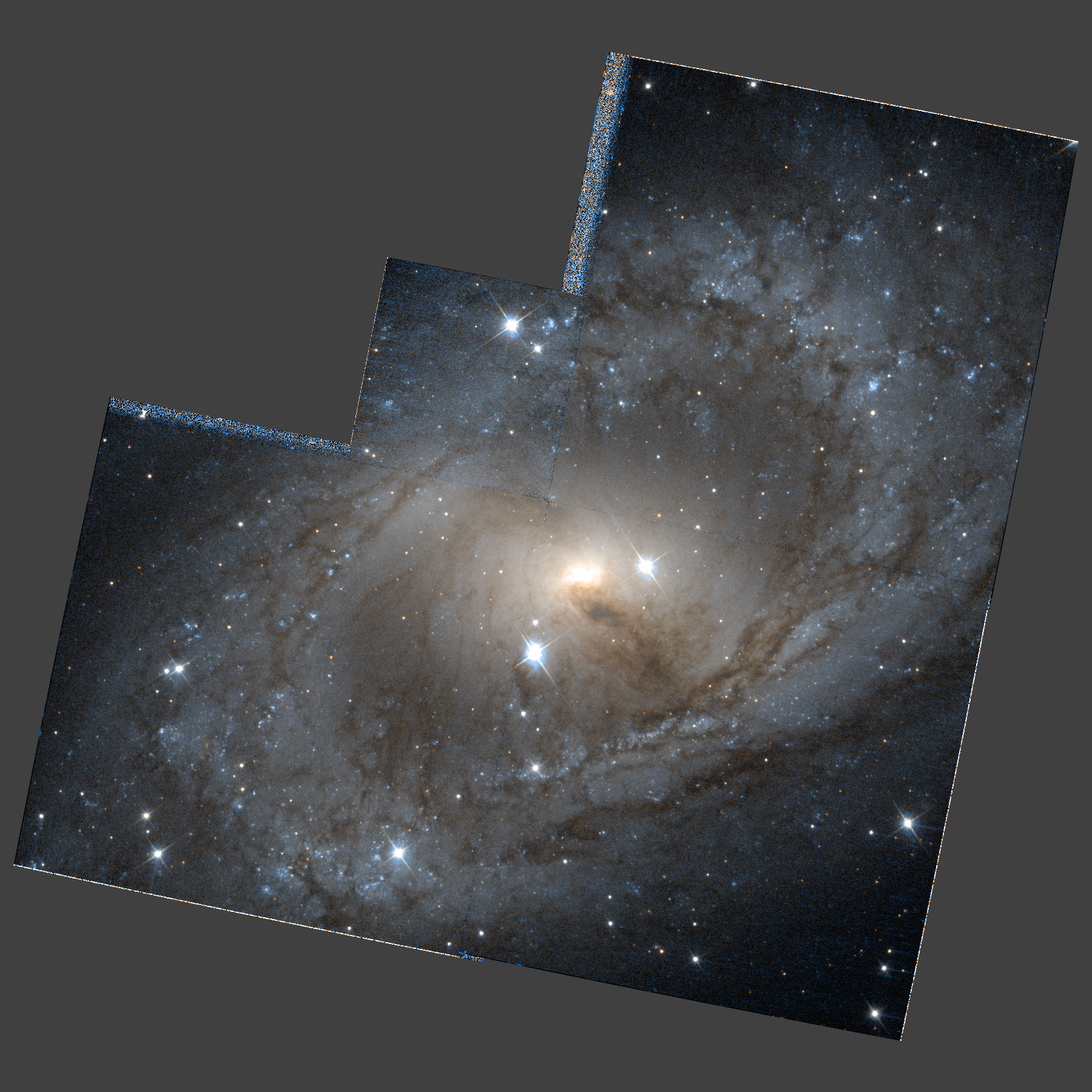
NGC 6300